# Monacrosporium tentaculatum
Monacrosporium tentaculatum är en svampart som beskrevs av A. Rubner & W. Gams 1996. Monacrosporium tentaculatum ingår i släktet Monacrosporium och familjen vaxskålar.   Inga underarter finns listade i Catalogue of Life.